# HOLMES 2 (sistema informático)
HOLMES (acrónimo de Home Office Large Major Enquiry System) es un sistema informático utilizado por la Policía británica para llevar a cabo investigaciones sobre asesinatos, estafas o personas desaparecidas. 
HOLMES también es utilizado por la Policía del Ministerio de Defensa (MDP), la Policía de Transporte Británica (BTP) y la Comisión Independiente de Quejas de la Policía (IPCC).
El sistema fue desarrollado por Unisys para la Agencia Nacional de Mejora de la Policía (NPIA) desde 1986. El sucesor, HOLMES 2, fue planeado desde 1994. Llegó a la versión 13 en agosto de 2008.
El sistema sería reemplazado a su vez por HOLMES 2020 en septiembre de 2011.
El nombre del sistema es un acrónimo que remite al personaje literario creado por Arthur Conan Doyle, Sherlock Holmes.